# Max Hirsch (Mediziner, 1875)
Max Hirsch (geboren am 28. April 1875 in Groß Strehlitz, Kreis Groß Strehlitz, Provinz Schlesien zum 8. Mai 1945 für tot erklärt) war ein deutscher Arzt.

## Leben
Er erhielt 1900 seine Approbation und arbeitete danach als Allgemeinarzt und Rheumatologe unter anderem in Bad Salzschlirf, wo er  von 1911 bis 1914 das dortige Zander-Institut leitete. Des Weiteren war er Herausgeber und Redakteur der Zeitschrift für wissenschaftliche Bäderkunde, später Zeitschrift für Kurortwissenschaft, und Generalsekretär der Balneologischen Gesellschaft. Große Verdienste erwarb er sich um die Begründung eines Forschungsinstitutes für Rheumaerkrankungen. Im April 1933 beendete Max Hirsch seine Funktionen in der Balneologischen Gesellschaft und der Gesellschaft für Rheumabekämpfung. Er emigrierte in die Schweiz, später nach Moskau, Leningrad und Riga, bis sich im Juli 1941 seine Spur verliert.  Zum 8. Mai 1945 wurde er für tot erklärt.

## Veröffentlichungen (Auswahl)
- Bad Salzschlirf als Kurort. Berghäuser, Lauterbach 1913
- Der neununddreißigste Balneologenkongreß in Bad Homburg v. d. H. am 14., 15., 16. und 17. April 1924. Hrsg. vom Vorstand der Balneologischen Gesellschaft von Eduard Dietrich und Max Hirsch. Schoetz, Berlin 1924 (Veröffentlichungen aus dem Gebiete der Medizinalverwaltung 18,8 = 179)
- Grundlinien der wissenschaftlichen Bäderkunde. Vortrag, gehalten bei der Tagung der leitenden Aerzte der Versorgungskuranstalten am 24. März 1927 im Reichsarbeitsministerium zu Berlin. Schoetz, Berlin 1927 (Veröffentlichungen aus dem Gebiete der Medizinalverwaltung 24,6 = 230)
- Zeitschrift für Kurortwissenschaft. Offizielles Organ der Balneologischen Gesellschaft, Zentralstelle für Balneologie, Arbeitsgemeinschaft für wissenschaftliche Heilquellenforschung, Deutschen Gesellschaft für Meeresheilkunde, Oesterreichischen Balneologischen Gesellschaft, Deutscher Gesellschaft für ärztliche Studienreisen, Ärztliche Gesellschaft für Hydrotherapie. Hrsg. von Max Hirsch. Schoetz Verlagsbuchhandlung, Berlin 1931 ff.
- 47. Balneologenkongreß in Bad Salzuflen vom 6. bis 10. April 1932. Hrsg. von Max Hirsch. Berlin 1932
- Bad und Kurort in gemeinverständlicher Darstellung. Hrsg. von Karl Aschoff. Redigiert von Max Hirsch. Riesen, Berlin 1925
- Vorwort: In: Die Ostsee. Führer durch die Badeorte des Verbandes Deutscher Ostseebäder – Die Deutschen Ostsee-Bäder. M. Bauchwitz Verlag, Stettin 1929
- Rheuma-Jahrbuch. Überblick über die Erforschung und Bekämpfung der rheumatischen Erkrankungen im In- und Auslande. Hrsg. von Eduard Dietrich und Max Hirsch. L. Alterthum, Berlin 1929 bis 1931
- Bäder Almanach. Mitteilungen der Bäder, Luftkurorte und Heilanstalten. Mit wissenschaftlichen Abhandlungen aus dem Gebiete der Balneologie und Balneotherapie. 16. Band: Jubiläumsausgabe 1882–1932. Mit Beiträgen O. Thilenius, Frank Kornmann., Ludwig Fresenius, Max Hirsch, Richard Koch, C. Dorno, J. Weber, F. Benzel, St. Hediger, u. A. Rudolf Mosse, Berlin 1932